# Barbacenia burle-marxii
Barbacenia burle-marxii är en enhjärtbladig växtart som beskrevs av Lyman Bradford Smith och Edward Solomon Ayensu. Barbacenia burle-marxii ingår i släktet Barbacenia och familjen Velloziaceae. Inga underarter finns listade.